# Klowiter (Pomerania)
Klowiter [pronunciación en polaco: /klɔˈvitɛr/] es un asentamiento ubicado en el distrito administrativo de Gmina Trąbki Wielkie, dentro del Condado de Gdańsk, Voivodato de Pomerania, en Polonia del norte. Se encuentra aproximadamente a 8 kilómetros al oeste de Trąbki Wielkie, a 17 kilómetros al suroeste de Pruszcz Gdański, y a 25 kilómetros al suroeste de la capital regional Gdańsk.
Para detalles de la historia de la región, véase Historia de Pomerania.